# Peskovnik

57°18′22″N 4°27′32″W / 57.30611°N 4.45889°WCoordinates: 57°18′22″N 4°27′32″W / 57.30611°N 4.45889°W